# Ewald von Lochow
Ewald von Lochow (Petkus, 1º aprile 1855 – Berlino, 11 aprile 1942) è stato un generale tedesco.

## Biografia

### I primi anni
Entrato nel Kadettenkorps nel 1873 col grado di secondo luogotenente, venne destinato al 2. Garde-Regiment zu Fuß a Potsdam. Dopo aver frequentato l'accademia militare ottenne il grado di capitano e venne ammesso nello staff generale del genio. Nel medesimo periodo collaborò stabilmente come responsabile dello staff del II corpo d'armata di stanza a Stettino, poi nella 16ª divisione di Treviri e infine divenne comandante del 5. Westfälischen Infanterie-Regiments nr. 53 a Colonia.
Nel 1893 tornò stabilmente allo staff generale del genio e nel 1897 divenne comandante del Füsilier-Regiment "General-Feldmarschall Graf Blumenthal" (Magdeburgisches) nr. 36.
Promosso tenente colonnello nel 1900 venne destinato al Ministero della guerra come caporeparto. In questa posizione venne promosso colonnello nel 1902 e dal 1903 gli venne affidato il comando del 4. Garde-Regiments zu Fuß.
Promosso maggiore generale, nel 1906 von Lochow venne destinato al ruolo di comandante della 19. Infanterie-Brigade di Poznań. Nello stesso anno, tornò come direttore dei servizi amministrativi dell'esercito presso il Ministero della guerra. Promosso luogotenente generale venne destinato al comando della 2. Garde-Division di Berlino.
Nel 1912 divenne comandante generale del III. Armee-Korps, passando al grado di generale di fanteria dal 16 giugno 1913.

### Prima guerra mondiale
Von Lochow ricoprì ruoli chiave durante il primo conflitto mondiale, come la missione che egli stesso condusse di portare la I armata tedesca entro i confini del Belgio. Dopo il primo contatto col nemico presso il fiume Aisne, dal 12 gennaio 1915 venne destinato a Soissons. Il 14 gennaio, in riconoscimento al valore delle azioni svolte, ottenne dall'imperatore l'Ordine pour le mérite. Dal maggio al luglio del 1915 venne impegnato con diversi corpi presso La Bassée e Arras riuscendo ad impedire il tentativo di conquista di Douai da parte del generale francese Foch.
Nell'ottobre del 1915, si trasferì con il proprio corpo d'armata sul fronte orientale per la campagna contro la Serbia e si scontrò presso Palanka Rača, Lepenica. Dopo aver ottenuto alcune brillanti vittorie il 13 novembre 1915 ottenne l'apposizione dei rami di quercia sulla decorazione pur le mérite.
Dal 21 febbraio 1916 il suo corpo venne reintegrato sul fronte occidentale prima dello scontro di Verdun dove, esausti, gli uomini vennero rimossi dal servizio in quell'area. Nell'aprile del 1916 venne nominato comandante di un nuovo gruppo a Verdun. Con il principe ereditario Guglielmo di Prussia il 25 novembre 1916 intraprese una campagna contro il nemico conclusasi il 15 dicembre di quello stesso anno con una delle maggiori sconfitte dell'esercito tedesco nell'ambito della prima guerra mondiale.
Posto a riposo nel gennaio del 1917, ottenne nell'ultima fase del primo conflitto molte onorificenze e venne posto a capo del Leib-Grenadier-Regiments "König Friedrich Wilhelm III." (1. Brandenburgisches) nr. 8 di Francoforte sull'Oder.

### Morte
Morì a Charlottenburg, quartiere di Berlino, nel 1942.